# Estación de Yaniv

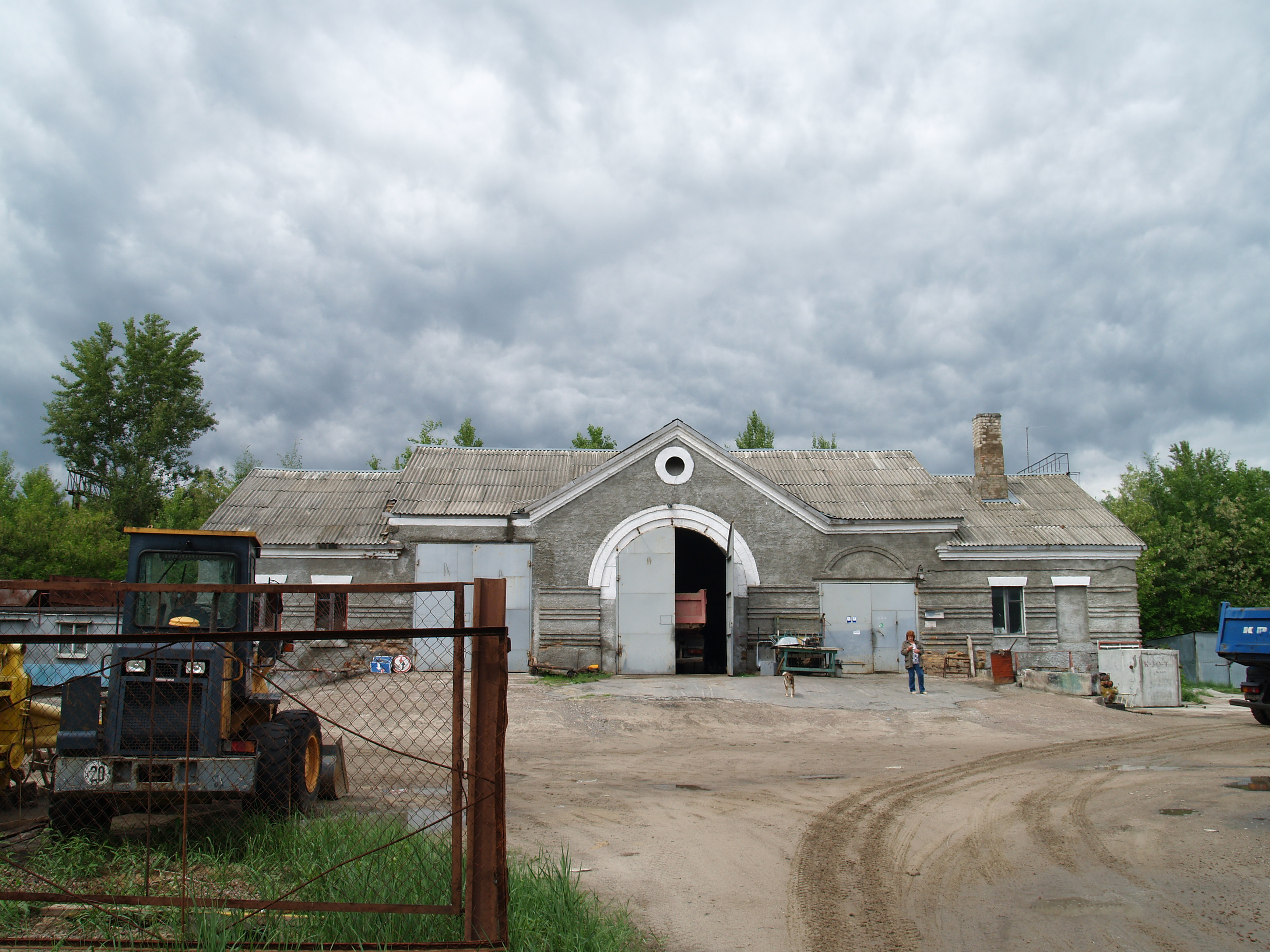
Fachada principal de la estación

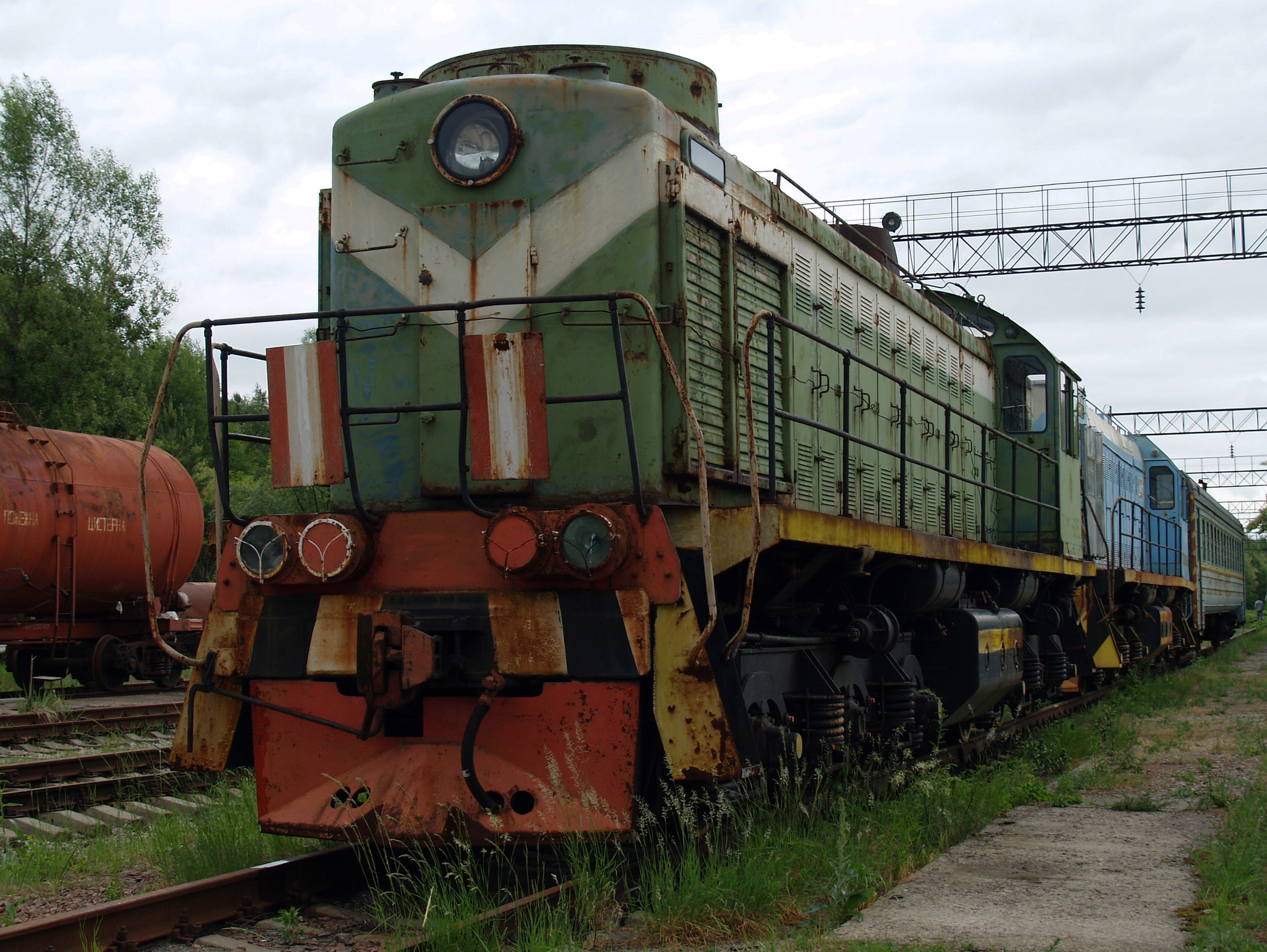
Ferrocarril abandonado

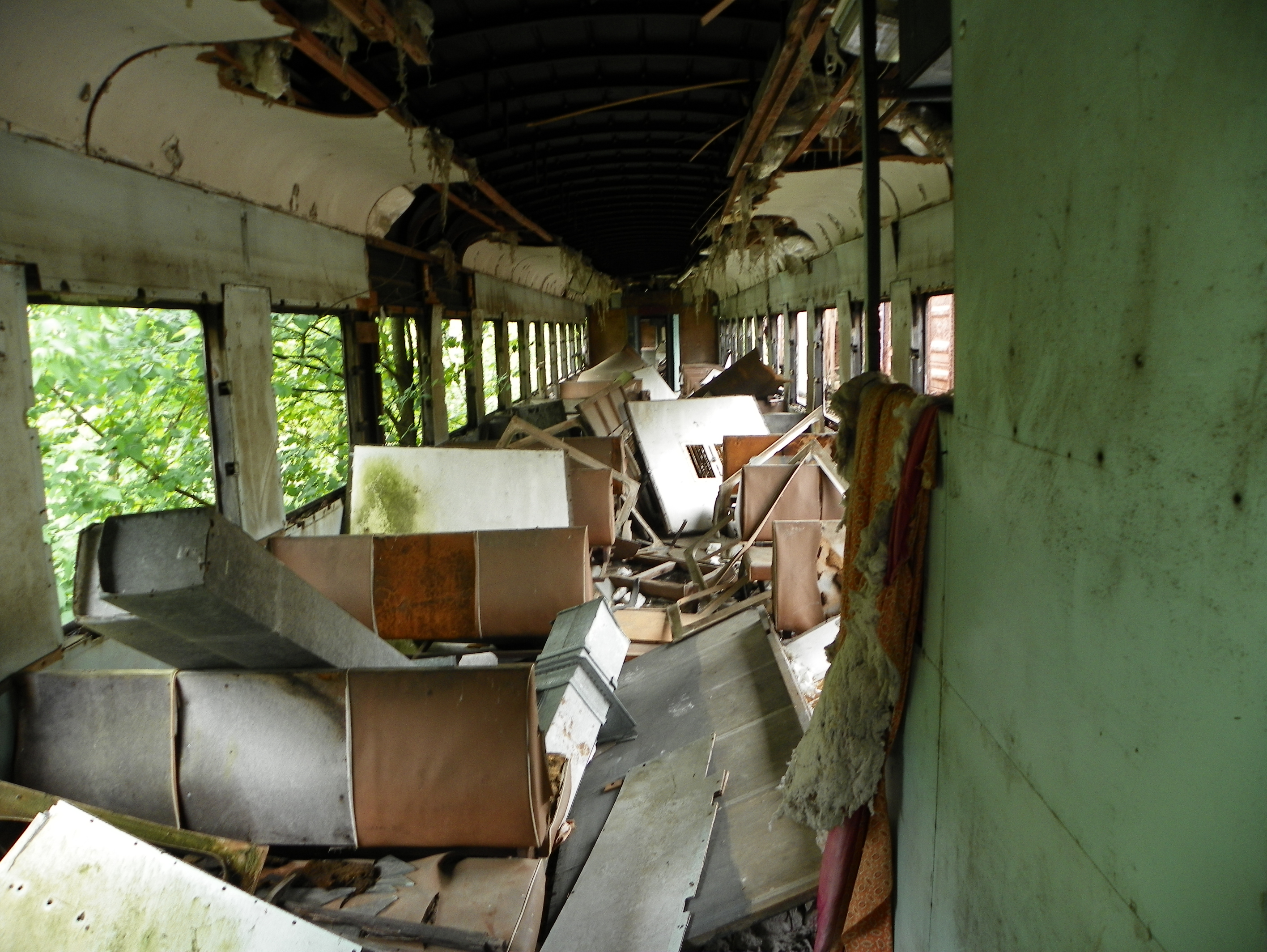
Estado por dentro de uno de los trenes

La estación de Yaniv o Yanov (en ucraniano: Станція Янів, transl.: Stantsiya Yaniv; y en ruso: Станция Янов, transl.: Stantsiya Yanov) es una estación ferroviaria ucraniana abandonada y localizada dentro del zona de exclusión de Chernóbil en Yaniv, Kiev; a menos de 5 km al sur de Prypiat.
La estación fue parte de la línea Chernígov-Ovruch.
La parte central está formada por tres vías para las llegadas y salidas y para el servicio de mercancías.

## Historia
Fue inaugurada en 1925 y junto con la ciudad homónima, supuso el primer paso para lo que en un futuro iba a ser Pripyat.
Antes del accidente de Chernóbil en 1986, la estación era gestionada por PZZ, entonces rama regional de SZhD. Por aquel entonces proporcionaba servicios de cercanías, mercancías y alta distancia como parte del trayecto Moscú-Khmelnytsky. Parte de los usuarios de la línea eran trabajadores de la central nuclear.
Por aquel año, la línea estuvo en obras para mejorar el servicio al tiempo que se estuvo electrificando el tramo entre Yaniv y Slavutich, sin embargo se tuvieron que suspender las obras y a día de hoy la línea está parcialmente electrificada.
A posteriori, la estación pasaría a ser administrada por la empresa privada del sector del transporte: Chernobylservis.
En la actualidad, una de las vías férreas fue reconstruida y utilizada para el transporte de material destinado al segundo sarcófago con el que recubrir la central y la anterior cubierta.